# Tuzlukçu (district)
Tuzlukçu is een Turks district in de provincie Konya en telt 8.167 inwoners (2007). Het district heeft een oppervlakte van 743,3 km². Hoofdplaats is Tuzlukçu.
De bevolkingsontwikkeling van het district is weergegeven in onderstaande tabel.
| 1997  | 2000  | 2007  |
| ----- | ----- | ----- |
| 9.365 | 9.783 | 8.167 |